# Petra Pau
Petra Pau (nacida el 9 de agosto de 1963 en Berlín) es una política alemana de la agrupación progresista Die Linke. Desde el 2006 es vicepresidenta del Parlamento Alemán. 

## Vida y Formación
Tras su paso por un Instituto Politécnico Abierto de la antigua RDA, Petra Pau inició su formación en 1979 inscribiéndose en el Instituto Ernst Thälmann de Droyßig y finalizando sus estudios de Lengua y Artes en 1983. Realizó prácticas de formación hasta 1985, año en el que se inscribió en la Escuela Universitaria Estatal Karl Marx donde conseguiría diplomarse en 1988 en Ciencias Sociales. Hasta 1990 Pau estuvo empleada en el Consejo de la Asociación Libre de Estudiantes (FDJ), y tras la disolución del Organismo, Petra Pau quedó desempleada e inició su actividad política profesional. 
Petra Pau está casada desde 1994. 

## Trayectoria política
En 1983 Petra Pau se afilió al Partido de la Unidad de Alemania (SED). Desde enero hasta octubre de 1991 fue Presidenta del Partido Socialista Democrático (PDS) del distrito oriental de Berlín-Hellersdorf, y a continuación, hasta octubre de 1992, vicepresidenta del Partido en Berlín. Cuando en ese mismo mes André Brie se vio obligado a dimitir del cargo por haber pertenecido a la antigua policía secreta (la Stasi), Pau fue elegida Presidenta Regional del PDS, un cargo que desempeñó hasta diciembre de 2001. Petra Pau se encuentra en el ala reformista del Partido.

## Diputada
Desde 1990 hasta 1995, Petra Pau trabajó para la Administración del distrito de Berlín-Hellersdorf, y desde 1995 hasta 1998 en el Parlamento Regional de Berlín. Tras las elecciones de 1998 obtuvo su primer escaño en el Parlamento Federal, presentándose en Berlín Centro, y venciendo al socialdemócrata Wolfgang Thierse y a Marianne Birthler de Die Grünen. 
Desde octubre de 2000 hasta octubre de 2002 Pau ejerció la Vicepresidencia de su partido en Parlamento. Desde octubre de 2005 forma parte además de la Junta Directiva del SPD en el Parlamento, retomando el cargo de Vicepresidenta del Partido. 
El 7 de abril de 2006 fue elegida Vicepresidenta del Parlamento Alemán, después de que el candidato original de Die Linke Lothar Bisky no consiguiera obtener los votos necesarios para su nombramiento. 
Petra Pau es un miembro oficial del movimiento Libertad frente al Miedo (Freiheit statt Angst), una organización en contra de la supervisión y el control estatal de los ciudadanos por parte del gobierno.